# Warsaw Sharks
I Warsaw Sharks sono stati una squadra di football americano di Varsavia, in Polonia. Sono nati nel 2013 in seguito alla fusione dei Warsaw Spartans con i Królewscy Warszawa. Hanno vinto un titolo nazionale di secondo livello e uno di terzo livello (quest'ultimo come Królewscy Warszawa).
Hanno chiuso nel 2018, quando sono confluiti nei Warsaw Mets.

## Dettaglio stagioni

### Tornei nazionali

#### Campionato

##### Topliga
| Stagione | regular season | regular season | regular season | regular season | regular season | regular season | playoff | playoff | playoff | playoff | playoff | playoff        | playoff      |
|          | Vin            | Par            | Per            | Tot            | PF             | PS             | Vin     | Per     | Tot     | PF      | PS      | risultato      | avversaria   |
| -------- | -------------- | -------------- | -------------- | -------------- | -------------- | -------------- | ------- | ------- | ------- | ------- | ------- | -------------- | ------------ |
| 2014     | 0              | 0              | 10             | 10             | 100            | 441            | -       | -       | -       | -       | -       | -              | -            |
| 2015     | 1              | 0              | 9              | 10             | 160            | 368            | -       | -       | -       | -       | -       | -              | -            |
| 2016     | 1              | 0              | 5              | 6              | 80             | 233            | 1       | 1       | 2       | 54      | 66      | Non retrocessi | Kozły Poznań |
| Totale   | 2              | 0              | 24             | 26             | 340            | 1042           | 1       | 1       | 2       | 54      | 66      |                |              |

Fonti: Enciclopedia del Football - A cura di Roberto Mezzetti

##### LFA1
Questi tornei - pur essendo del massimo livello della loro federazione - non sono considerati ufficiali in quanto organizzati da una federazione "rivale" rispetto a quella ufficialmente riconosciuta dagli organismi nazionali e internazionali.
| Stagione | regular season | regular season | regular season | regular season | regular season | regular season | playoff | playoff | playoff | playoff | playoff | playoff   | playoff         |
|          | Vin            | Par            | Per            | Tot            | PF             | PS             | Vin     | Per     | Tot     | PF      | PS      | risultato | avversaria      |
| -------- | -------------- | -------------- | -------------- | -------------- | -------------- | -------------- | ------- | ------- | ------- | ------- | ------- | --------- | --------------- |
| 2018     | 5              | 0              | 3              | 8              | 218            | 173            | 0       | 1       | 1       | 0       | 41      | Wild Card | Seahawks Gdynia |
| Totale   | 5              | 0              | 3              | 8              | 218            | 173            | 0       | 1       | 1       | 0       | 41      |           |                 |

Fonti: Enciclopedia del Football - A cura di Roberto Mezzetti

##### PLFA I
| Stagione | regular season | regular season | regular season | regular season | regular season | regular season | playoff | playoff | playoff | playoff | playoff | playoff   | playoff      |
|          | Vin            | Par            | Per            | Tot            | PF             | PS             | Vin     | Per     | Tot     | PF      | PS      | risultato | avversaria   |
| -------- | -------------- | -------------- | -------------- | -------------- | -------------- | -------------- | ------- | ------- | ------- | ------- | ------- | --------- | ------------ |
| 2017     | 8              | 0              | 0              | 8              | 350            | 84             | 2       | 0       | 2       | 54      | 27      | Campioni  | Kraków Kings |
| Totale   | 8              | 0              | 0              | 8              | 350            | 84             | 2       | 0       | 2       | 54      | 27      |           |              |

Fonti: Enciclopedia del Football - A cura di Roberto Mezzetti

##### PLFA II
| Stagione | regular season | regular season | regular season | regular season | regular season | regular season | playoff | playoff | playoff | playoff | playoff | playoff    | playoff          |
|          | Vin            | Par            | Per            | Tot            | PF             | PS             | Vin     | Per     | Tot     | PF      | PS      | risultato  | avversaria       |
| -------- | -------------- | -------------- | -------------- | -------------- | -------------- | -------------- | ------- | ------- | ------- | ------- | ------- | ---------- | ---------------- |
| 2012     | 6              | 0              | 0              | 6              | 191            | 27             | 0       | 1       | 1       | 14      | 57      | Semifinale | Tychy Falcons    |
| 2013     | 6              | 0              | 0              | 6              | 244            | 25             | 3       | 0       | 3       | 54      | 25      | Campioni   | Devils Wrocław B |
| 2014     | 0              | 0              | 6              | 6              | 60             | 202            | -       | -       | -       | -       | -       | -          | -                |
| 2015     | 1              | 0              | 5              | 6              | 61             | 264            | -       | -       | -       | -       | -       | -          | -                |
| 2016     | 0              | 0              | 6              | 6              | 2              | 296            | -       | -       | -       | -       | -       | -          | -                |
| Totale   | 13             | 0              | 17             | 30             | 558            | 814            | 3       | 1       | 4       | 68      | 82      |            |                  |

Fonti: Enciclopedia del Football - A cura di Roberto Mezzetti

##### PLFA8
| Stagione | regular season | regular season | regular season | regular season | regular season | regular season | playoff | playoff | playoff | playoff | playoff | playoff   | playoff    |
|          | Vin            | Par            | Per            | Tot            | PF             | PS             | Vin     | Per     | Tot     | PF      | PS      | risultato | avversaria |
| -------- | -------------- | -------------- | -------------- | -------------- | -------------- | -------------- | ------- | ------- | ------- | ------- | ------- | --------- | ---------- |
| 2017     | 3              | 0              | 1              | 4              | 49             | 28             | -       | -       | -       | -       | -       | -         | -          |
| Totale   | 3              | 0              | 1              | 4              | 49             | 28             | -       | -       | -       | -       | -       |           |            |

Fonti: Enciclopedia del Football - A cura di Roberto Mezzetti

#### Campionati giovanili

##### PLFAJ-11
| Stagione | regular season | regular season | regular season | regular season | regular season | regular season | playoff | playoff | playoff | playoff | playoff | playoff    | playoff          |
|          | Vin            | Par            | Per            | Tot            | PF             | PS             | Vin     | Per     | Tot     | PF      | PS      | risultato  | avversaria       |
| -------- | -------------- | -------------- | -------------- | -------------- | -------------- | -------------- | ------- | ------- | ------- | ------- | ------- | ---------- | ---------------- |
| 2015     | 2              | 0              | 0              | 2              | 62             | 8              | 1       | 1       | 2       | 45      | 31      | Finale     | Panthers Wrocław |
| 2016     | 3              | 0              | 0              | 3              | 65             | 8              | 0       | 1       | 1       | 6       | 35      | Semifinale | Panthers Wrocław |
| Totale   | 5              | 0              | 0              | 5              | 127            | 16             | 1       | 2       | 3       | 51      | 66      |            |                  |

Fonti: Enciclopedia del Football - A cura di Roberto Mezzetti

##### PLFAJ/PLFAJ-8
| Stagione | regular season | regular season | regular season | regular season | regular season | regular season | playoff | playoff | playoff | playoff | playoff | playoff   | playoff    |
|          | Vin            | Par            | Per            | Tot            | PF             | PS             | Vin     | Per     | Tot     | PF      | PS      | risultato | avversaria |
| -------- | -------------- | -------------- | -------------- | -------------- | -------------- | -------------- | ------- | ------- | ------- | ------- | ------- | --------- | ---------- |
| 2014     | 1              | 0              | 3              | 4              | 70             | 84             | -       | -       | -       | -       | -       | -         | -          |
| 2015     | 2              | 0              | 2              | 4              | 44             | 62             | -       | -       | -       | -       | -       | -         | -          |
| 2016     | 2              | 0              | 2              | 4              | 28             | 52             | -       | -       | -       | -       | -       | -         | -          |
| Totale   | 5              | 0              | 7              | 12             | 142            | 198            | -       | -       | -       | -       | -       |           |            |

Fonti: Enciclopedia del Football - A cura di Roberto Mezzetti

### Riepilogo fasi finali disputate
| Anno              | Luogo     | Evento   | Fase del torneo | Incontro                              | Risultato |
| 23 settembre 2012 | Varsavia  | PLFA II  | Semifinale      | Królewscy Warszawa - Tychy Falcons    | 14 - 57   |
| 19 ottobre 2013   | Varsavia  | PLFA II  | Finale          | Królewscy Warszawa - Devils Wrocław B | 20 - 15   |
| 25 ottobre 2015   | Breslavia | PLFAJ-11 | Finale          | Panthers Wrocław - Mazowsze Seahorses | 31 - 14   |
| 25 giugno 2016    | Varsavia  | Topliga  | Playout         | Warsaw Sharks - Kozły Poznań          | 22 - 12   |
| 25 giugno 2016    | Varsavia  | PLFAJ-11 | Semifinale      | Mazowsze Seahorses - Panthers Wrocław | 6 - 35    |
| 17 giugno 2017    | Cracovia  | PLFA I   | Finale          | Kraków Kings - Warsaw Sharks          | 14 - 26   |
| 30 giugno 2018    |           | LFA1     | Wild Card       | Kraków Kings - Warsaw Sharks          | 41 - 0    |

## Palmarès
- 1 PLFA I (2017)
- 1 PLFA II[2] (2013)